# Смолента
Смолента (пол. Smolenta) — село в Польщі, у гміні Щавін-Косьцельни Ґостинінського повіту Мазовецького воєводства.
Населення — 111 осіб (2011).
У 1975-1998 роках село належало до Плоцького воєводства.

## Демографія
Демографічна структура станом на 31 березня 2011 року:
|          | Загалом | Допрацездатний вік | Працездатний вік | Постпрацездатний вік |
| -------- | ------- | ------------------ | ---------------- | -------------------- |
| Чоловіки | 52      | 10                 | 37               | 5                    |
| Жінки    | 59      | 13                 | 33               | 13                   |
| Разом    | 111     | 23                 | 70               | 18                   |